# Capasa mimaria
Capasa mimaria là một loài bướm đêm trong họ Geometridae.